# برايان غارفي (فنان قصص مصورة)
برايان غارفي (بالإنجليزية: Brian Garvey)‏ هو فنان قصص مصورة أمريكي، ولد في 19 سبتمبر 1961.